# 乔瓦尼·多斯桑托斯
乔瓦尼·多斯桑托斯·拉米雷斯（西班牙語：Giovani dos Santos Ramírez，發音：[ɟʝoˈβani ðos ˈsantos]；1989年5月11日—），墨西哥前職業足球員，司職翼鋒，也可擔任攻擊中場及前鋒。

## 球員生涯
巴塞隆拿

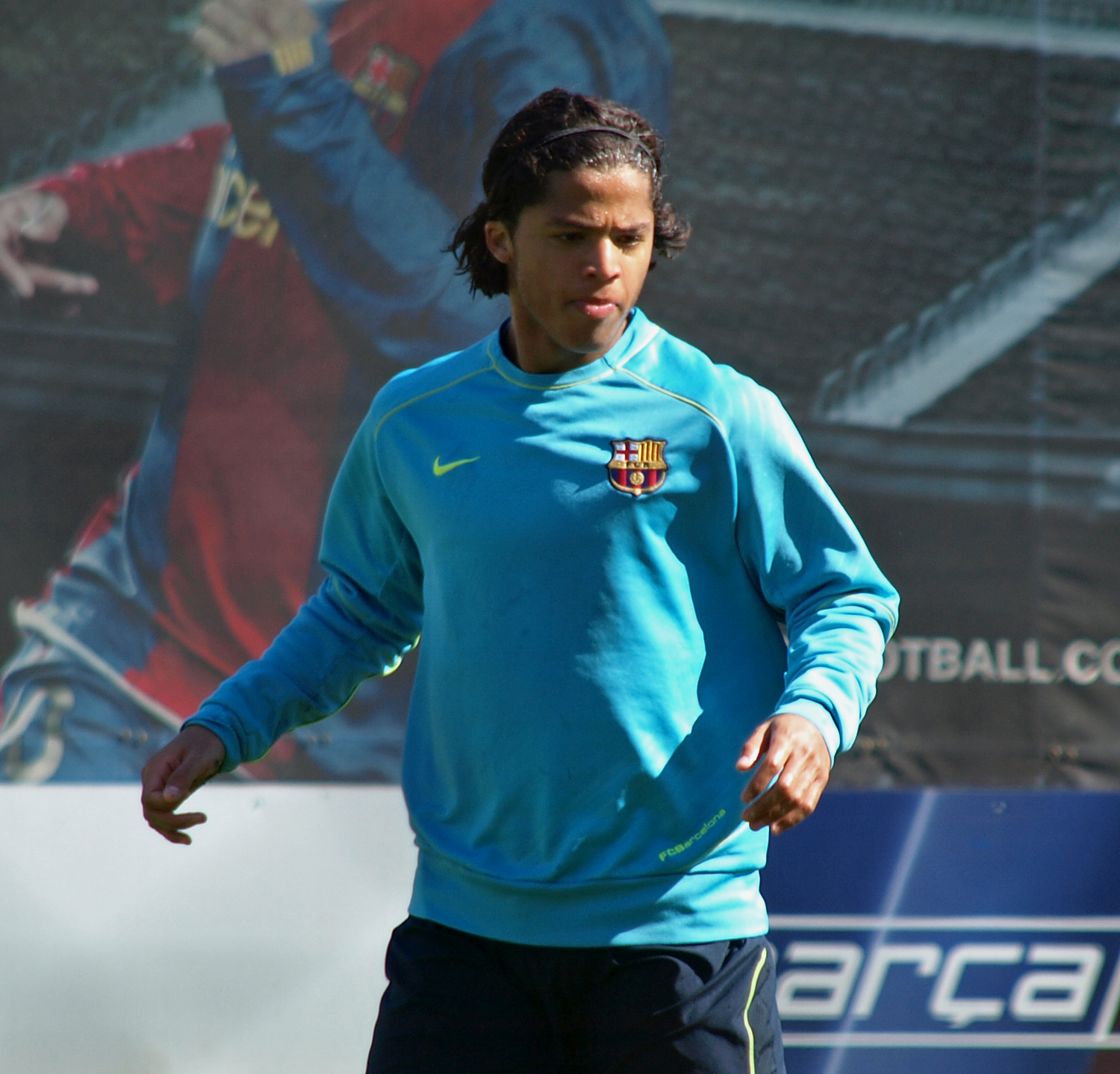
效力巴塞隆拿時期

2007-08季初，杜斯山度士與保贊一同被主帥列卡特提升至巴塞隆拿A隊。
2008年5月17日，杜斯山度士首次在西甲賽事取得聯賽入球並上演帽子戲法，對手是。該仗是杜斯山度士轉投熱刺前最後一次為巴塞隆拿在聯賽上陣，亦是巴塞隆拿該季最後一場聯賽賽事。
熱刺
杜斯山度士於2008年6月10日通過體檢及同意加盟熱刺的條件，轉會費用初步為470萬英鎊，按出場次數可提升到860萬英鎊，合約條款包括轉售分紅，首兩年為20%，其後則為10%。他於2009年2月26日歐洲足協盃對薩克達取得加盟以來首個競賽性的入球。
外借至葉士域治、加拉塔沙雷及桑坦德
2009年3月13日被外借到英冠球隊葉士域治直到球季結束，期間上陣8場及射入4球，獲得葉士域治的愛戴。借用期滿後返回熱刺，於2009/10年球季仍不獲重用，上半季僅在兩場英格蘭聯賽盃及一場聯賽上陣，於2010年1月27日被外借到土超球會加拉塔沙雷。2011年1月31日杜斯山度士再被借用到西甲球會桑坦德直至球季結束。
馬略卡
2012年8月31日，多斯桑托斯与西班牙球會马略卡签订了一份为期四年的合同。

## 國家隊
杜斯山度士早於2007年便入選墨西哥國家足球隊成為大國腳，在2009年也入選2009年美洲金盃的國家隊名單，在賽事中合共射入兩球及交出多次助攻，表現出色，協助墨西哥赢得第五次美洲金盃冠軍。杜斯山度士更獲得2009年美洲金盃最佳球員的獎項，並入選賽事最佳陣容。
在2010年世界盃，杜斯山度士一如以往的入選國家隊名單，但他的弟弟莊拿芬·杜斯山度士則在最後時刻落選。
杜斯山度士出色的表現協助墨西哥晉身淘汰賽階段，在4場賽事中都獲得正選上陣。儘管在賽事沒有取得入球，但其出色的表現使他獲提名世界盃最佳年青球員，最後該獎項為德國球員湯馬士·梅拿赢得。

## 榮譽
墨西哥國家隊
- 世界少年足球錦標賽 冠軍：2005年
- 美洲金盃 冠軍：2009年
- 伦敦奥运会 金牌：2012

個人
- 世界少年足球錦標賽銀球獎：2005年
- 世界青年足球錦標賽銅球獎：2007年
- 美洲金盃最有價值球員：2009年

## 外部連結
- 足球数据库：多斯桑托斯的球员统计数据
- 個人官網 （页面存档备份，存于）
- 乔瓦尼·多斯桑托斯 – FIFA國際賽競賽紀錄 (存檔)
- 熱刺官方 杜斯山度士檔案 （页面存档备份，存于）